# Норочены
Норочены, Норочень (рум. Noroceni) — село в Оргеевском районе Молдавии. Наряду с сёлами Гетлово и Гульбоака входит в состав коммуны Гетлово.

## География
Село расположено на высоте 89 метров над уровнем моря.

## История
До 1965 г. носило название Валя Попий.

## Население
По данным переписи населения 2004 года, в селе Норочень проживает 524 человека (256 мужчин, 268 женщин).
Этнический состав села:
| Национальность | Число жителей | Процентный состав |
| -------------- | ------------- | ----------------- |
| молдаване      | 520           | 99,24             |
| румыны         | 3             | 0,57              |
| русские        | 1             | 0,19              |
| Всего          | 524           | 100 %             |